# Women's National Basketball Association 2018
La Women's National Basketball Association 2018 è stata la ventiduesima edizione della lega professionistica statunitense.
Vi partecipavano dodici franchigie, divise in due conference. Al termine della stagione regolare (34 gare), le migliori otto partecipavano ai play-off.
Il titolo è stato conquistato per la terza volta dalle Seattle Storm. La Most Valuable Player è stata Breanna Stewart delle Seattle Storm.

## Stagione regolare

### Eastern Conference
|  |    | Classifica finale 2018 | V  | P  | PtF | PtS |
|  | -- | ---------------------- | -- | -- | --- | --- |
|  | 1. | Atlanta Dream          | 23 | 11 | -   | -   |
|  | 2. | Washington Mystics     | 22 | 12 | -   | -   |
|  | 3. | Connecticut Sun        | 21 | 13 | -   | -   |
|  | 4. | Chicago Sky            | 13 | 21 | -   | -   |
|  | 5. | New York Liberty       | 7  | 27 | -   | -   |
|  | 6. | Indiana Fever          | 6  | 28 | -   | -   |

### Western Conference
|  |    | Classifica finale 2018 | V  | P  | PtF | PtS |
|  | -- | ---------------------- | -- | -- | --- | --- |
|  | 1. | Seattle Storm          | 26 | 8  | -   | -   |
|  | 2. | Phoenix Mercury        | 20 | 14 | -   | -   |
|  | 3. | Los Angeles Sparks     | 19 | 15 | -   | -   |
|  | 4. | Minnesota Lynx         | 18 | 16 | -   | -   |
|  | 5. | Dallas Wings           | 15 | 19 | -   | -   |
|  | 6. | Las Vegas Aces         | 14 | 20 | -   | -   |

## Vincitore
| Campione WNBA 2018        |
| ------------------------- |
| Seattle Storm (3º titolo) |

## Statistiche
| Categoria             | Giocatore            | Squadra         | Stat |
| --------------------- | -------------------- | --------------- | ---- |
| Punti per gara        | Liz Cambage          | Dallas Wings    | 23,0 |
| Rimbalzi per gara     | Sylvia Fowles        | Minnesota Lynx  | 11,9 |
| Assist per gara       | Courtney Vandersloot | Chicago Sky     | 8,6  |
| Palle rubate per gara | Maya Moore           | Minnesota Lynx  | 1,7  |
| Stoppate per gara     | Brittney Griner      | Phoenix Mercury | 2,6  |
| FG%                   | Sylvia Fowles        | Minnesota Lynx  | 61,9 |
| FT%                   | Diana Taurasi        | Phoenix Mercury | 92,5 |
| 3FG%                  | Briann January       | Phoenix Mercury | 47,0 |

## Premi WNBA
- WNBA Most Valuable Player: Breanna Stewart, Seattle Storm
- WNBA Defensive Player of the Year: Alana Beard, Los Angeles Sparks
- WNBA Coach of the Year: Nicki Collen, Atlanta Dream
- WNBA Rookie of the Year: A'ja Wilson, Las Vegas Aces
- WNBA Most Improved Player: Natasha Howard, Seattle Storm
- WNBA Sixth Woman of the Year: Jonquel Jones, Connecticut Sun
- WNBA Finals Most Valuable Player: Breanna Stewart, Seattle Storm
- WNBA Basketball Executive of the Year: Chris Sienko, Atlanta Dream
- All-WNBA First Team:
  - Diana Taurasi, Phoenix Mercury
  - Tiffany Hayes, Atlanta Dream
  - Elena Delle Donne, Washington Mystics
  - Breanna Stewart, Seattle Storm
  - Liz Cambage, Dallas Wings
- All-WNBA Second Team:
  - Skylar Diggins, Dallas Wings
  - Courtney Vandersloot, Chicago Sky
  - Candace Parker, Los Angeles Sparks
  - Maya Moore, Minnesota Lynx
  - Brittney Griner, Phoenix Mercury
- WNBA All-Defensive First Team:
  - Jasmine Thomas, Connecticut Sun
  - Alana Beard, Los Angeles Sparks
  - Jessica Breland, Atlanta Dream
  - Natasha Howard, Seattle Storm
  - Brittney Griner, Phoenix Mercury
- WNBA All-Defensive Second Team:
  - Tiffany Hayes, Atlanta Dream
  - Ariel Atkins, Washington Mystics
  - Nneka Ogwumike, Los Angeles Sparks
  - Rebekkah Brunson, Minnesota Lynx
  - Sylvia Fowles, Minnesota Lynx
- WNBA All-Rookie First Team:
  - Kelsey Mitchell, Indiana Fever
  - Ariel Atkins, Washington Mystics
  - Diamond DeShields, Chicago Sky
  - Azurá Stevens, Dallas Wings
  - A'ja Wilson, Las Vegas Aces